# Universidad de Gante
La Universidad de Gante (en neerlandés Universiteit Gent, abreviado UGent) es una de las tres más grandes universidades flamencas. Está situada en la histórica ciudad de Gante en Flandes, Bélgica. Tiene cerca de 30 000 estudiantes y un cuerpo docente y funcionario de 6.400 miembros. Su campus global cuenta con una sede en Corea del Sur en Icheon a través del Icheon Global Campus.

## Historia
La universidad fue fundada por el rey Guillermo I y abrió sus puertas el 9 de octubre de 1817. En su primer año, contó con 190 estudiantes y 16 profesores. Las cuatro facultades originales eran Humanidades, Leyes, Medicina y Ciencia, y el idioma de instrucción era el latín. El francés se convirtió en el idioma oficial de la Universidad tras la independencia de Bélgica. 
En 1903, el político flamenco Lodewijk De Raet condujo una exitosa campaña para comenzar la instrucción en neerlandés, y los primeros cursos en este idioma comenzaron en 1906. Un "Instituto Flamenco" (Vlaamse Hoogeschool) fue fundado en 1916, pero fue cerrado debido a la Primera Guerra Mundial. El ministro del gabinete Pierre Nolf alzó una moción en 1923 para establecer completamente el neerlandés como el idioma de la universidad, lo que se oficializó en 1930, convirtiendo a la Universidad de Gante en la primera universidad exclusivamente neerlandesa en Bélgica.
Durante la Segunda Guerra Mundial, la administración alemana de la Universidad intentó dotarla de una orientación germanista, sustituyendo a miembros de las facultades y colocando a activistas leales. No obstante, la universidad se convirtió en el punto focal para muchos miembros de la resistencia mientras progresaba la guerra. 
Hacia 1953, había más de 3 000 estudiantes, y en 1969 más de 11 500. El número de facultades aumentó a once, comenzando con Ciencias Aplicadas en 1957, siguiendo con Economía y Medicina Veterinaria en 1968, Psicología y Biociencias en 1969, y Ciencias Farmacéuticas. La facultad de Ciencias Políticas y Sociales es la más reciente, datando de 1992.
La Universidad de Gante es una de las 100 mejores universidades del mundo. Según el ranking Shanghái se encuentra en el puesto 66 en el año 2020. La primera universidad en Bélgica.

## Facultades
Las once facultades de la Universidad de Gante reúnen conjuntamente más de 130 departamentos, y son las siguientes:
- Facultad de Artes y Filosofía
- Facultad de Leyes
- Facultad de Ciencias
- Facultad de Medicina y Ciencias de la Salud
- Facultad de Ingeniería
- Facultad de Economía y Administración de Empresas
- Facultad de Medicina Veterinaria
- Facultad de Psicología y Ciencias de la Educación
- Facultad de Ingeniería en Biociencias
- Facultad de Ciencias Farmacéuticas
- Facultad de Ciencias Políticas y Sociales

Además, la Universidad de Gante tiene cinco Escuelas de Doctorados únicamente para investigadores de programas doctorales.

## Reputación y ranking
La universidad de Gante se posiciona entre las 100 mejores univerdades del mundo, y junto con la universidad de Leuven, la mejor de Bélgica. En el 2017 obtuvo la posición 69 por el ranking académico de universidades del mundo (o el ranking Shanghái) y la posición 125 en la clasificación mundial de universidades QS. En el 2021, ocupó la posición 92 a nivel mundial por el U.S. News & World Report y 32 en Europa. Así mismo, la posición 96 por Times Higher Education (THE).

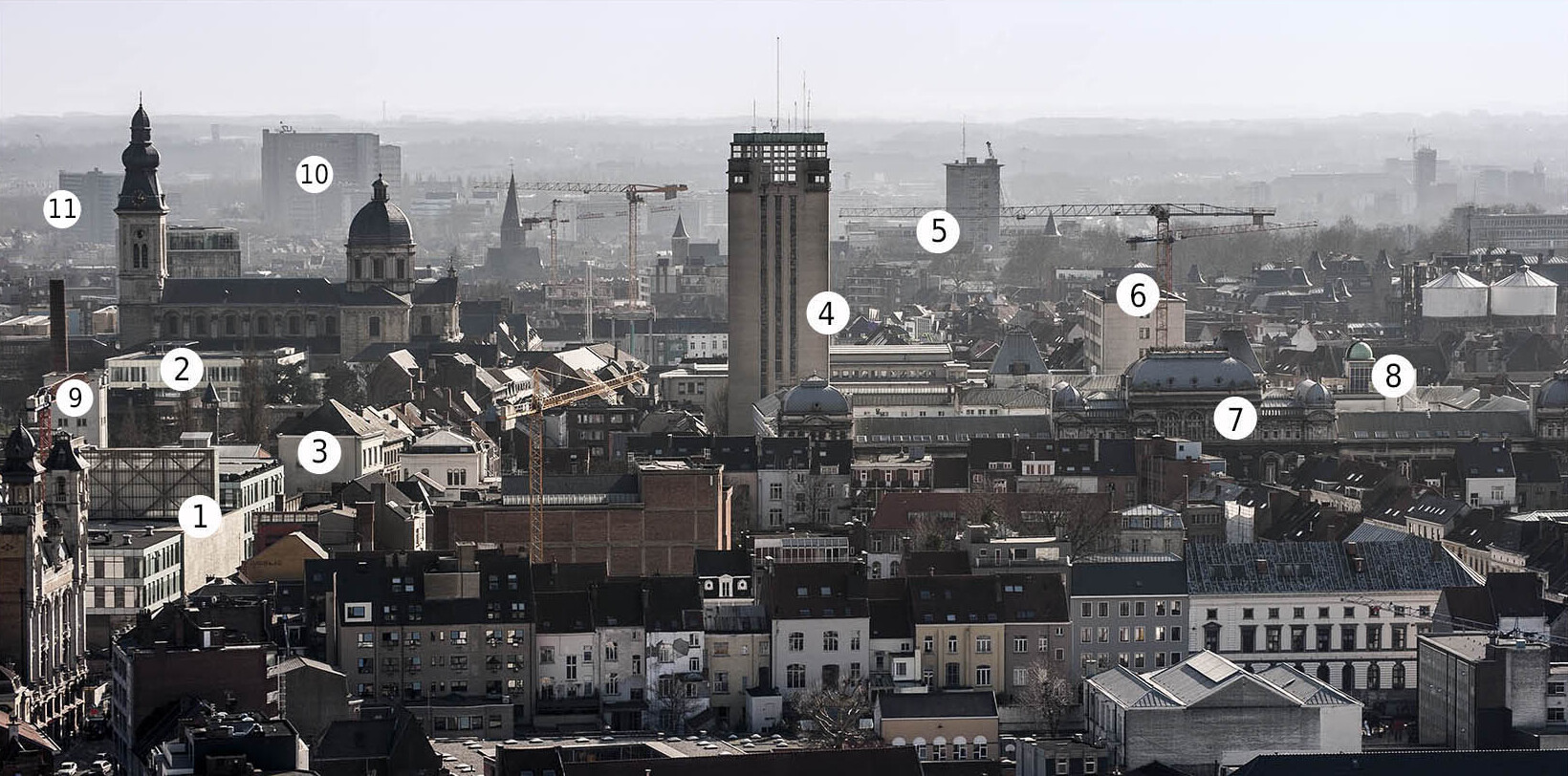
Ubicaciones de la universidad en la ciudad: panorama de la universidad de Gante que muestra las diferentes facultades en la ciudad: 1. Campus UFO. 2. Economía, administración y negocios. 3. De Brug Cafetería. 4. Campus Boekentoren- Biblioteca. 5. Campus Ledenganck – Ciencias exactas y jardín botánico. 6. Campus Blandijn- Humanidades. 7. Campus Plateau & Rozier – Ciencias aplicadas. 8. Observatorio Armand Pien. 9. Therminal -Edificio de la sociedad de estudiantes. 10. Campus UZ – medicina & ciencias de la salud. 11. Residencia y casa de estudiantes Boudewijn